# Avalon (musikalbum)
Avalon är det åttonde albumet av det brittiska rockbandet Roxy Music, släppt i maj 1982. Albumet spelades in i Compass Point Studios på Bahamas och blev Roxy Musics sista studioalbum, innan gruppen splittrades 1983. Avalon anses vara kulmen på den mer vuxenorienterade musik som Roxy Music producerade de sista åren innan bandets uppbrott och är kanske det mest romantiska och eleganta album som gruppen släppt; långt ifrån den avantgarde-rock Roxy Music gjorde sig kända för under 1970-talets första år. Albumet blev stilbildande för genren sophistipop.
Avalon blev gruppens mest framgångsrika album och var listetta i Storbritannien i tre veckor, samt stannade på Englandslistan i över ett år. Albumet var även listetta i en rad andra länder, däribland Australien, Kanada, Nederländerna, Nya Zeeland, Norge och Sverige. Avalon var också det enda av Roxy Musics album som fick platinacertifikat i USA. Låtarna "More Than This", "Avalon" och "Take A Chance With Me" från albumet släpptes som singlar och de två förstnämnda blev stora hits i både Europa och Australien.
På skivomslaget figurerar Lucy Helmore, sedermera Bryan Ferrys hustru, iklädd en medeltidshjälm och med en falk på axeln. Omslagsfotot inspirerades av legenden om Kung Arturs resa till Avalon.
1989 rankades Avalon som nummer 307 på Rolling Stones lista The 500 Greatest Albums of All Time. Av totalt fyra album av Roxy Music på listan, tog Avalon den högsta placeringen.

## Låtlista
Alla låtar skrivna av Bryan Ferry om inte annat anges.
| 1. | More Than This                                 | 4:31 |
| 2. | The Space Between                              | 4:30 |
| 3. | Avalon                                         | 4:16 |
| 4. | India                                          | 1:45 |
| 5. | While My Heart Is Still Beating (Ferry/Mackay) | 3:26 |

| 1.           | The Main Thing                          | 3:54  |
| 2.           | Take A Chance With Me (Ferry/Manzanera) | 4:43  |
| 3.           | To Turn You On                          | 4:17  |
| 4.           | True To Life                            | 4:25  |
| 5.           | Tara (Ferry/Mackay)                     | 1:44  |
| Total längd: | Total längd:                            | 37:31 |

## Listplaceringar
| Lista (1982-1983) | Position            |
| ----------------- | ------------------- |
| Finland           | 26                  |
| Frankrike         | 4                   |
| Kanada            | 1 (RPM)             |
| Nederländerna     | 1                   |
| Norge             | 1 (VG-lista)        |
| Nya Zeeland       | 1                   |
| Storbritannien    | 1 (UK Albums Chart) |
| Sverige           | 1 (Topplistan)      |
| USA               | 53 (Billboard 200)  |
| Västtyskland      | 4                   |
| Österrike         | 5                   |